# Georg-Klemperer-Preis
Der Georg-Klemperer-Preis ist eine Auszeichnung, die erstmals 2007 von der Ärztekammer Berlin verliehen wurde. Mit ihm werden Persönlichkeiten ausgezeichnet, die sich in herausragender Weise für die medizinische Versorgung der Bevölkerung eingesetzt oder sich im Besonderen um das Ansehen des ärztlichen Berufes in Berlin verdient gemacht haben. Der Preis ist nach dem Berliner Internisten und Moabiter Chefarzt Georg Klemperer (1865 bis 1946) benannt.

## Preisträgerinnen und Preisträger
(Quelle)
- 2024: Imke Kaschke[3], Elmar Wille[4]
- 2023: Jutta Herbst-Oehme
- 2022: Duška Dragun, Gül Schmidt
- 2021/22: Vera Regitz-Zagrosek, Regina Kunz, Hans-Heinrich Raspe
- 2019: Gudrun Ziegler, Harald Mau
- 2018: Karin Stötzner, Heribert Kentenich
- 2017: Antje Blankau, Volker Schliack, Wolfram Singendonk
- 2016: Renate Schüssler
- 2015: Vittoria Braun, Volkmar Schneider, Helmut Hoffmann
- 2014: Roland Hetzer, Michael Foerster
- 2013: Gisela Albrecht, Erich Saling, Friedrich Kruse
- 2012: Rita Kielhorn-Haas, Rolf Dieter Müller, Ulrich Fegeler
- 2011: Walter Thimme, Manfred Richter-Reichhelm
- 2010: Maria Birnbaum, Reinhard Kurth
- 2009: Isolde Flemming, Jürgen Hammerstein
- 2008: Werner Schlungbaum
- 2007: Thea Schirop, Andrew Herxheimer, Hans-Herbert Wegener